# Pennaraptora
Pennaraptora (do latim penna "pena de pássaro" + raptor "ladrão", de rapere "arrebatar"; um predador semelhante a um pássaro emplumado) é um clado definido como o ancestral comum mais recente de Oviraptor philoceratops, Deinonychus antirrhopus e Passer domesticus (pardal doméstico), e todos os seus descendentes, por Foth et al., 2014.
O clado "Aviremigia" foi proposto condicionalmente junto com vários outros clados baseados em apomorfia relacionados a pássaros por Jacques Gauthier e Kevin de Queiroz em um artigo de 2001. A definição proposta para o grupo foi "o clado originando-se do primeiro panaviano com... remiges e rectrizes, isto é, aumentados, de haste rígida, de palheta fechada (= bárbulas portando penulas distais em forma de gancho), penas pennáceas originando-se da distal membros anteriores e cauda ".